# Edith Bratt
Edith Mary Bratt (Gloucester, 21 gennaio 1889 – Bournemouth, 29 novembre 1971) era la moglie dello scrittore britannico J. R. R. Tolkien.

## Biografia
Edith Bratt nacque a Gloucester nel Gloucestershire, figlia illegittima di Frances Bratt e Alfred Frederick Warrilow.  Anche se la madre viveva a Wolverhampton, Edith fu partorita a Gloucester per evitare uno scandalo, inoltre nell'atto di nascita, non venne citato il nome del padre, così Edith acquisì il cognome di Bratt. Crebbe con la madre e una cugina di lei, Jennie Grove, a Handsworth, un sobborgo di Birmingham. Nel 1903 Edith, pianista dotata, rimase orfana e fu iscritta a una scuola di pianoforte femminile, finita questa, nel 1908 si trasferì a casa della signora Faulkner. In quello stesso anno incontrò per la prima volta Tolkien, quando lui e il fratello minore Hilary Arthur Reuel Tolkien si erano trasferiti nella stessa pensione in cui viveva la ragazza. Nonostante avesse tre anni più di Tolkien (19 anni a fronte dei 16 di lui), prima dell'estate del 1909 i due ragazzi erano già innamorati.
Tuttavia prima della fine del 1909 il rapporto tra i due venne scoperto dal tutore di Tolkien, Padre Francis Xavier Morgan degli Oratoriani di Birmingham, che proibì a Tolkien di vedere Edith fino a che non fosse ventunenne. Forse era anche sconvolto dal fatto che Tolkien si fosse fidanzato con una ragazza protestante. Tolkien obbedì alla lettera, fino a che Padre Morgan rimase suo tutore. Tuttavia la sera del suo ventunesimo compleanno, Tolkien scrisse ad Edith, che intanto si era promessa sposa a Cheltenham, una dichiarazione d'amore e le chiese di sposarlo. Lei rispose di essere già fidanzata con un altro ragazzo, ritenendo che Tolkien l'avesse dimenticata. In una settimana Tolkien viaggiò fino a Cheltenham e i due si incontrarono sotto un viadotto ferroviario per rinnovare il loro amore; Edith restituì il suo anello e scelse di sposare Tolkien.

Dopo il loro fidanzamento, avvenuto a Birmingham nel gennaio del 1913, Edith si convertì al cattolicesimo e i due si sposarono nella chiesa cattolica di Santa Maria Immacolata a Warwick, mercoledì 22 marzo 1916. La loro luna di miele fu di una settimana a Clevedon, nel Nord Somerset, e poterono visitare anche le Cave di Cheddar. Tolkien spedì tantissime lettere datate tra il 1913-1918 a Edith, conservate negli archivi della famiglia di Tolkien, ma, a causa di motivi personali, solo un numero molto piccolo di queste fu selezionato per la pubblicazione de La realtà in trasparenza.

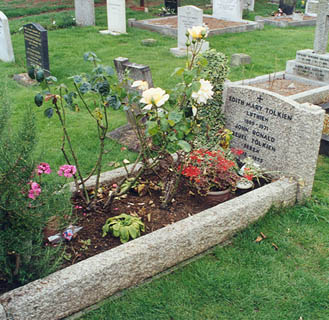
Tomba di J.R.R.Tolkien e di Edith Bratt.

 Poco dopo il matrimonio, Tolkien iniziò un corso per il British Army a Otley ed Edith lo seguì per stare vicino al suo accampamento militare, andando da sua cugina Jennie Grove in un cottage nel villaggio di Great Haywood; qui visse dall'aprile del 1916 al febbraio 1917. Il loro matrimonio cadde nel periodo di Quaresima, e per questo venne celebrato con una messa nuziale molto sobria. La coppia ebbe successivamente una benedizione nuziale nella chiesa cattolica di San Giovanni Battista, a Great Haywood.
Il loro primo figlio, John Francis Reuel (16 novembre 1917 - 22 gennaio 2003) nacque a Cheltenham. Dopo la prima guerra mondiale ebbero altri tre figli: Michael Hilary Reuel (ottobre 1920-1984), Christopher John Reuel (1924-2020) e Priscilla Anne Reuel (1929-2022). La carriera professionale di Tolkien nelle Università di Leeds e di Oxford fece spostare anche la sua famiglia in queste due città.
Dopo che andò in pensione, lui ed Edith si trasferirono nei pressi di Bournemouth, dove vissero fino al 1968. Edith morì il 29 novembre 1971 all'età di 82 anni ed è sepolta nel cimitero di Wolvercote, ad Oxford. Tolkien morì venti mesi dopo la moglie ed è sepolto con lei. Sulla loro tomba furono scritti anche i nomi dei due personaggi de Il Silmarillion, Beren e Lúthien; nella mitologia della Terra di Mezzo, Lúthien era la più bella fra tutte le figlie di Ilúvatar e rinunciò alla sua immortalità per amore verso il guerriero umano Beren.